# Janez Križaj (glasbeni producent)
Janez Križaj, slovenski glasbeni producent, snemalni inženir, mix inženir in mastering inženir * 1965. 

## Diskografija

### Izbrana dela
- Videosex - Videosex 84, 1984 (cPr)
- Miladojka Youneed - Ghastly Beyond Belief, 1987 (Record/Mix)
- Laibach - Opus Dei, 1987 (Record)
- Lačni Franz - Sirene tulijo, 1987 (Record)
- Laibach - Sympathy for the Devil, 1988 (Record/Mix)
- Laibach - Let It Be, 1988 (Record/Mix)
- Magnifico - Od srca do srca, 1994 (Record/Mix)
- Mia Žnidarič - Hold My Hand, 1997 (Record/Mix/Master)
- Hladno pivo - Desetka, 1997 (Record/Mix/Master)
- Parni valjak - Samo snovi teku uzvodno, 1997 (Record/Mix/Master)
- Terra Mystica - Carsica, 1997 (Record/Mix/Master)
- Demolition Group - Neovangelij, 1998 (Master)
- Đavoli - Space Twist, 1998 (Mix)
- Plavi orkestar - Zauvijek, 1999 (Record/Mix/Master)
- Ali En - Smetana za frende, 1999 (Master)
- Tinkara Kovač - Košček neba, 2000 (Record/Mix/Master)
- Vlado Kreslin - Ptič, 2000 (Record/Mix/Master)
- Zoran Predin - Lovec na sanje, 2001 (Record/Mix/Master)
- Gibonni - Mirakul, 2002 (Record/Master)
- Katalena - (Z)godbe, 2002 (Record/Mix/Master)
- Jan Plestenjak - Jan, 2002 (Record/Mix)
- Zdravko Čolić - Čarolija, 2003 (Mix)
- Walkabouts - Slow Days With Nina, 2003 (Mix/Master)
- Vlado Kreslin - Generacija, 2003 (Record/Mix/Master)
- Posod mi jurja - Ugasnite luči, 2003 (Record/Mix/Master)
- Vladko Stefanovski - Treta majka, 2004 (Mix/Master)
- Psihomodo Pop - Plastic Fantastic, 2004 (Master)
- Chris Eckman - The Black Field, 2004 (Record/Mix/Master)
- Alya - Fluid, 2004 (Master)
- Gibonni - Unca fibre, 2006 (Record/Master)
- Terrafolk - Full Circle, 2008 (Mix)
- Katice - Oj fijole, novo leto je, 2010 ((Record/Mix/Master)
- Werefox - I Am Memory, 2012 (Record)
- Symbolic Orchestra - XXSilent, 2014 (Record/Mix/Master)
- Elvis Jackson - Radio Unfriendly, 2015 (Master)
- Niet - V bližini ljudi, 2015 (Master)
- Zoran Čalić Band - U moru i plamenu, 2016 (Master)
- Noctiferia - Transnatura, 2016 (Mix/Master)